# Hypena nocturnalis
Hypena nocturnalis là một loài bướm đêm trong họ Erebidae.